# Lori Roy
Pour les articles homonymes, voir Roy.
Lori Roy, née à Manhattan, dans l'État du Kansas, aux États-Unis, est une femme de lettres américaine, auteur de roman policier.

## Biographie
Elle grandit dans sa ville natale de Manhattan, au Kansas. Elle fait des études supérieures et est diplômée de l'université d'État du Kansas.
Son premier roman policier, Bent Road (2011), remporte le prix Edgar-Allan-Poe du meilleur premier roman de l'année 2012 d'un auteur américain.
Elle réside aujourd'hui avec sa famille en Floride.

## Œuvre

### Romans
- Bent Road, Éditions du Masque, 2013 ((en) Bent Road, 2011)Réédité sous le titre Les Secrets de Bent Road, Éditions Points no P4010 en 2015
- De si parfaites épouses, Éditions du Masque, 2013 ((en) Until She Comes Home, 2013)
- J'irai mourir sur vos terres, Éditions du Masque, 2017 ((en) Let Me Die in His Footsteps, 2015)
- The Disappearing (2018)
- Gone Too Long (2019)
- Lake County (2024)

## Prix et distinctions

### Prix
- Prix Edgar-Allan-Poe 2012 du meilleur premier roman d'un auteur américain pour Bent Road[2]
- Prix Edgar-Allan-Poe 2016 du meilleur roman pour Let Me Die in His Footsteps[2]

### Nomination
- Prix Thriller 2025 pour Lake County[3]